# Magnolia doltsopa

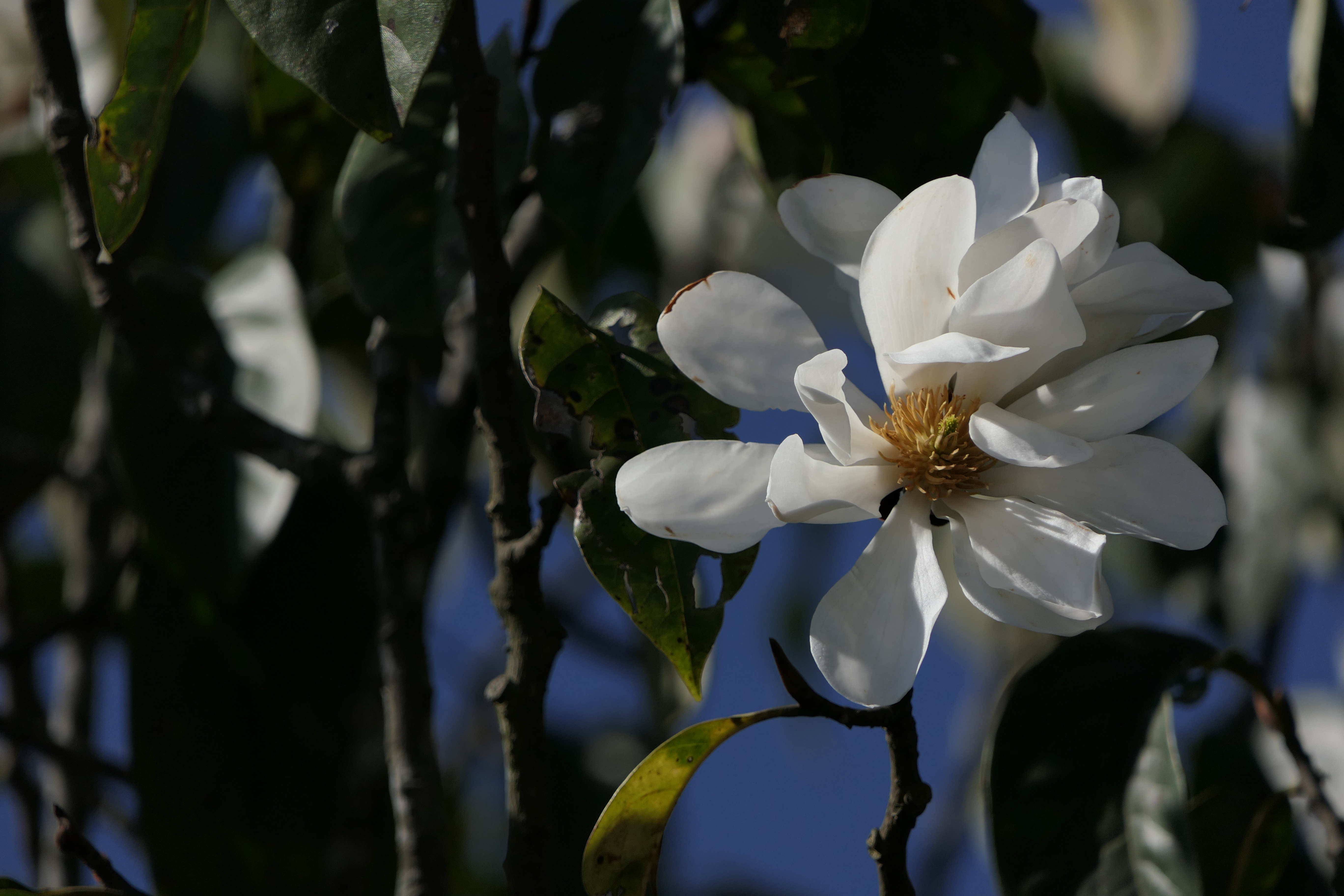
Blüte

Magnolia doltsopa ist eine Pflanzenart aus der Gattung Magnolien (Magnolia) innerhalb der Familie der Magnoliengewächse (Magnoliaceae). Sie gedeiht im östlichen Himalaya und den subtropischen Wäldern im nordostindischen Bundesstaat Meghalaya. Von der IUCN wird diese Art mit „Datenlage nicht ausreichend“ („DD“) eingestuft.

## Beschreibung

### Vegetative Merkmale
Magnolia doltsopa wächst als großer Strauch oder kleinen Baum. Als Baum kann sie Wuchshöhen von bis zu 30 Metern erreichen. Die Pflanzengestalt variiert von buschig bis schmal und aufrecht. Das wohlriechende Holz ist kräftig braun gefärbt.
Die ledrige, glatte, dunkelgrüne, einfache Blattspreite ist 6 bis 17 Zentimeter lang.

### Generative Merkmale
Sie blüht im Frühjahr und bringt schwer duftende, weiße Blüten hervor.

## Taxonomie
Die Erstbeschreibung erfolgte 1817 unter dem Namen (Basionym) Michelia doltsopa Buch.-Ham. ex DC. Die Neukombination zu Magnolia doltsopa (Buch.-Ham. ex DC.) Figlar erfolgte 2000.
Synonyme für Magnolia doltsopa (Buch.-Ham. ex DC.) Figlar sind: Magnolia excelsa Wall., Michelia excelsa (Wall.) Blume, Magnolia excelsa Jacques nom. illeg., Michelia manipurensis Watt ex Brandis, Michelia wardii Dandy, Michelia calcuttensis P.Parm., Sampacca excelsa (Wall.) Kuntze.

## Nutzung
Magnolia doltsopa wird als attraktive Zierpflanze und als Baum im Straßenbegleitgrün oder als Hecke gestutzt genutzt. Sie gedeiht am besten an geschützten sonnigen oder halbschattigen Standorten auf gut durchlüfteten Böden. Saure Böden werden toleriert. Die Sorte ‚Silver Cloud‘ erreicht Wuchshöhen bis zu 15 ft (5 m) hoch und beginnt innerhalb ihres Lebens früher mit der Blüte.
In Nepal wird das Holz für den Hausbau verwendet, ebenso in Bhutan, wo diese Art in den 1980er Jahren durch Übernutzung gefährdet war.
Magnolia doltsopa ist in Wanderfeldbau-Systemen nützlich, weil die Pflanze Stickstoff im Boden fixiert.